# Blue1
A Blue1 egy finn diszkont légitársaság volt. Bázisa a Helsinki nemzetközi repülőtér Vantaában. A SAS légitársaság leányvállalata. Finnország és Svédország között regionális forgalmat is ellát, Stockholm, Oslo és Koppenhága, valamint öt finn város között. Helsinkiből Finnország több városa is elérhető. A Blue1 volt az első légitársaság, amelyik a Star Alliance szövetséghez csatlakozott, de már nem tag.
A Blue1 utasszám tekintetében Finnország második legnagyobb légitársasága a Finnair mögött. A külföldre induló járatok 30%-át adják. 2009-ben 1,4 utast és 171 millió euró értékű árut szállított, naponta 66 járattal.
A társaság színei a fehér-kék és ezüst. a fehér és kék a társaság finn gyökereit és identitását, azaz a finnséget szimbolizálja, míg az ezüst a tiszta, finomított, modern finn formatervezést jelképezi.

## Története
A légitársaságot 1987-ben alapítottk Air Bothnia néven. 1998 januárjában a SAS légitársaság megvásárolta. 1998-ban a SAS megvásárolta a céget, így 1999-től Helsinkiből járatokat indítottak Oslóba, Koppenhágába és Stockholmba. 2000-ben a SAS és a Blue1 egyesültek, és flottáját Avro RJ 85 gépek beszerzésével frissítették. Ekkor a cég légiflottája Európa legfiatalabb flottája volt.
2003-ban az Air Botnia nevet a Bosznia háború miatt Blue1-re változtatták (hivatalosan 2004. január 1-jétől van használatban az új név) 2004 januárjában, amikor Finnország első fapados légitársasága, a Flying Finn csődbe ment, a cég pár hónap alatt a Flying Finn legjövedelmezőbb úti céljai között működtetett járatokat. Az első úti cél Oulu volt, majd jött Kuopio, és 2005-től Rovaniemi és Vaasa. 2006-tól erőteljesebben vannak jelen az európai légtérben. Ugyanebben az évben szereztek be 3 MD-90-es gépet. 2009-től Ivalo és Kuusamo lett az új belföldi cél.
A Blue1 2004. november 3-án a Star Alliance szövetség tagja lett. 2006-ban 11 új európai úti cél felé szállított utasokat, egy ideig Budapestre is.

## Légiflotta
A Blue1 légitársaság légiflottája:
| Jelenlegi légiflotta (2009) | Jelenlegi légiflotta (2009) | Jelenlegi légiflotta (2009) | Jelenlegi légiflotta (2009) | Jelenlegi légiflotta (2009)    | Jelenlegi légiflotta (2009) | Jelenlegi légiflotta (2009) | Jelenlegi légiflotta (2009) | Jelenlegi légiflotta (2009) |
| Kép                         | Típus                       | Ülőhelyek száma             | Repülőgép hossza            | Szárny -szélesség (és felület) | Repülési sebesség           | Darab                       | Nevük                       | Regiszterszám               |
| --------------------------- | --------------------------- | --------------------------- | --------------------------- | ------------------------------ | --------------------------- | --------------------------- | --------------------------- | --------------------------- |
|                             | Avro RJ85                   | 84-95                       | 28,55 m                     | 26,34 m (77,30 m²)             | 750 km/ó                    | 7                           | Pyhäselkä                   | OH-SAJ                      |
| Näsijärvi                   | Avro RJ85                   | 84-95                       | 28,55 m                     | 26,34 m (77,30 m²)             | 750 km/ó                    | 7                           | OH-SAK                      |                             |
| Orivesi                     | Avro RJ85                   | 84-95                       | 28,55 m                     | 26,34 m (77,30 m²)             | 750 km/ó                    | 7                           | OH-SAL                      |                             |
| Oulunjärvi                  | Avro RJ85                   | 84-95                       | 28,55 m                     | 26,34 m (77,30 m²)             | 750 km/ó                    | 7                           | OH-SAO                      |                             |
| Pielinen                    | Avro RJ85                   | 84-95                       | 28,55 m                     | 26,34 m (77,30 m²)             | 750 km/ó                    | 7                           | OH-SAP                      |                             |
| Inarijärvi                  | Avro RJ85                   | 84-95                       | 28,55 m                     | 26,34 m (77,30 m²)             | 750 km/ó                    | 7                           | OH-SAQ                      |                             |
| Saimaa                      | Avro RJ85                   | 84-95                       | 28,55 m                     | 26,34 m (77,30 m²)             | 750 km/ó                    | 7                           | OH-SAR                      |                             |
|                             | McDonnell Douglas MD-90-30  | 166                         | 46,50 m                     | 32,90 m (112,30 m²)            | 825 km/ó                    | 5                           | Lappajärvi                  | OH-BLC                      |
| Kallavesi                   | McDonnell Douglas MD-90-30  | 166                         | 46,50 m                     | 32,90 m (112,30 m²)            | 825 km/ó                    | 5                           | OH-BLD                      |                             |
| Jämijärvi                   | McDonnell Douglas MD-90-30  | 166                         | 46,50 m                     | 32,90 m (112,30 m²)            | 825 km/ó                    | 5                           | OH-BLE                      |                             |
| Ruovesi                     | McDonnell Douglas MD-90-30  | 166                         | 46,50 m                     | 32,90 m (112,30 m²)            | 825 km/ó                    | 5                           | OH-BLF                      |                             |
| Längelmävesi                | McDonnell Douglas MD-90-30  | 166                         | 46,50 m                     | 32,90 m (112,30 m²)            | 825 km/ó                    | 5                           | OH-BLU                      |                             |

## Úti célok
A Blue1 2010 februárjában a következő helyekre indított járatokat:
- Belgium
  - Brüsszel - Brüsszeli repülőtér
- Dánia
  - Koppenhága - Koppenhágai repülőtér
- Egyesült Királyság
  - London - London-Heathrow-i repülőtér
- Finnország
  - Helsinki - Helsinki nemzetközi repülőtér Douglas CD-p
  - Kittilä - Kittiläi repülőtér
  - Kuopio - Kuopioi repülőtér
  - Ivalo - Ivalói repülőtér
  - Kuusamo - Kuusamoi repülőtér
  - Oulu - Oului repülőtér
  - Rovaniemi - Rovaniemi repülőtér

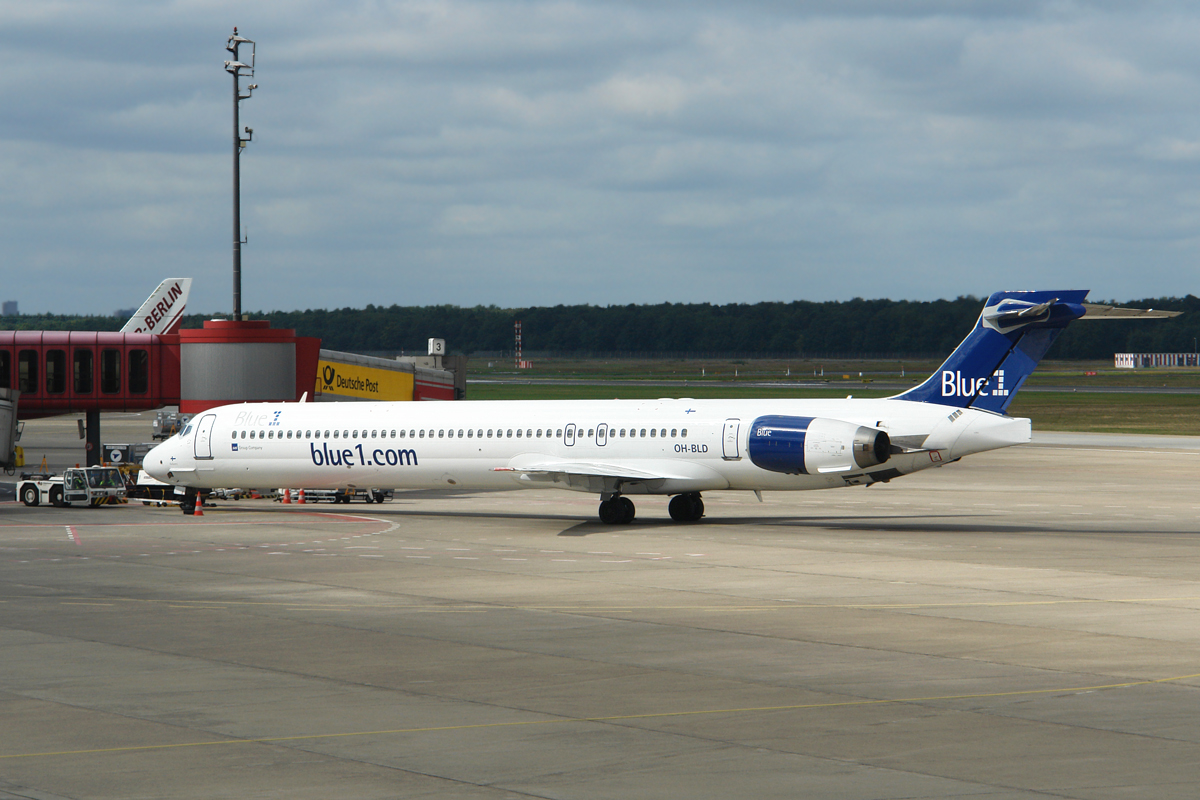
Douglas CD-p

  - Tampere - Tampere–Pirkkala repülőtér
  - Turku - Turkui repülőtér
  - Vaasa - Vaasai repülőtér
- Franciaország
  - Nizza - Cote d'Azur repülőtér
  - Párizs - Párizs-Charles de Gaulle repülőtér Avro RJ85 a Turkui repülőtéren

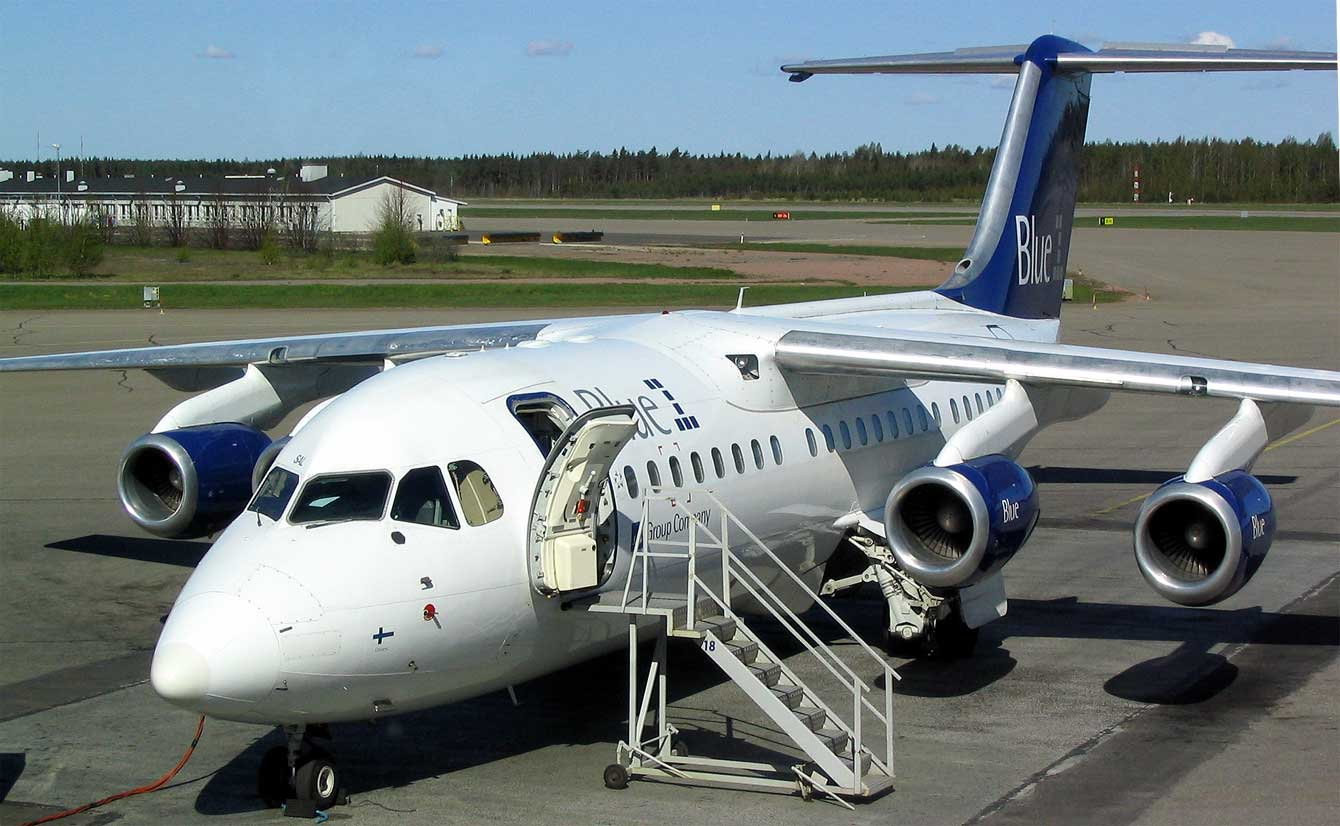
Avro RJ85 a Turkui repülőtéren

  - Biarritz - Biarritz Pays Basque repülőtér
- Görögország
  - Athén - Elefthériosz Venizélosz nemzetközi repülőtér
- Horvátország
  - Dubrovnik - Dubrovniki repülőtér
  - Split - Spliti repülőtér
- Németország
  - Berlin - Berlin-Tegel repülőtér
- Norvégia
  - Oslo - Oslo–Gardermoeni repülőtér
- Olaszország
  - Milánó - Milánó-Malpensai repülőtér
  - Róma - Róma-Fiumicino nemzetközi repülőtér
- Spanyolország
  - Barcelona - Josep Tarradellas Barcelona-El Prat repülőtér
- Svédország
  - Göteborg - Göteborg Landvetter repülőtér
  - Stockholm - Stockholm-Arlanda repülőtér
- Svájc
  - Zürich - Zürichi repülőtér